# Puntate di Melevisione (settima stagione)
La settima stagione di Melevisione venne trasmessa tra il 2004 e il 2005 ed è composta da 144 puntate (di cui 110 regolari e 34 rubriche).
La Melevisione andava in onda regolarmente dal lunedì al giovedì; invece, ogni venerdì, andava in onda la rubrica La giostra di re Quercia, in cui il sovrano raccontava un episodio passato della Melevisione attraverso la sua giostra.

## Cast
| Personaggio        | Interprete                 |
| ------------------ | -------------------------- |
| Milo Cotogno       | Lorenzo Branchetti         |
| Fata Lina          | Paola D'Arienzo            |
| Strega Varana      | Zahira Berrezouga          |
| Radio Gufo         | Guido Ruffa                |
| Lupo Lucio         | Guido Ruffa                |
| Re Quercia         | Diego Casale               |
| Principessa Odessa | Carlotta Jossetti          |
| Balia Bea          | Licia Navarrini            |
| Principe Giglio    | Enrico Dusio               |
| Orco Rubio         | Giuseppe Loconsole         |
| Gnomo Ronfo        | Giancarlo Judica Cordiglia |
| Gnoma Linfa        | Olivia Manescalchi         |
| Vermio Malgozzo    | Riccardo Forte             |
| Cuoco Basilio      | Lando Francini             |
| Gipo Scribantino   | Oreste Castagna            |

## Episodi
Gli episodi evidenziati in giallo sono stati inclusi ne I Classici della Melevisione. Gli episodi evidenziati in grigio appartengono alla rubrica La giostra di Re Quercia.
| Nº tot. | Nº         | Prima TV         | Nome della puntata                                                         | Tema                                    | Personaggi presenti                                                      | Canzone                    |
| ------- | ---------- | ---------------- | -------------------------------------------------------------------------- | --------------------------------------- | ------------------------------------------------------------------------ | -------------------------- |
| 1       | 1          | 1 novembre 2004  | La chiave di vetro                                                         | Economia                                | Milo Cotogno, Re Quercia, Strega Varana, Fata Lina                       | "I risparmi dei bambini"   |
| 2       | 2          | 2 novembre 2004  | Specchio di strega                                                         | Capelli                                 | Milo Cotogno, Gnoma Linfa, Gnomo Ronfo, Balia Bea                        |                            |
| 3       | 3          | 3 novembre 2004  | Lilleri, lalleri, trilleri                                                 | Monete                                  | Milo Cotogno, Lupo Lucio, Principessa Odessa, Principe Giglio            |                            |
| 4       | 4          | 4 novembre 2004  | L'acqua bambina                                                            | Nuovi sostituti del chiosco             | Gnoma Linfa, Gnomo Ronfo, Fata Lina, Orco Rubio                          |                            |
| 5       | Giostra 1  | 5 novembre 2004  | La giostra di Re Quercia: Vermi al sugo (Seconda stagione)                 |                                         | Re Quercia                                                               |                            |
| 6       | 5          | 8 novembre 2004  | Pitus pidocchius                                                           | Pidocchi                                | Milo Cotogno, Gnoma Linfa, Gnomo Ronfo, Lupo Lucio                       |                            |
| 7       | 6          | 9 novembre 2004  | Il papiro stregato                                                         | Antichi egizi                           | Milo Cotogno, Principe Giglio, Strega Varana, Orco Rubio                 |                            |
| 8       | 7          | 10 novembre 2004 | La legge del più forte                                                     | Uova                                    | Balia Bea, Fata Lina, Lupo Lucio, Principessa Odessa                     | "Segui il lupo"            |
| 9       | 8          | 11 novembre 2004 | Un regalo puzzolente                                                       | Cacca                                   | Milo Cotogno, Gnoma Linfa, Gnomo Ronfo, Principe Giglio                  |                            |
| 10      | Giostra 2  | 12 novembre 2004 | La Giostra di Re Quercia: Il plasticorno (Quinta stagione)                 |                                         | Re Quercia                                                               |                            |
| 11      | 9          | 15 novembre 2004 | Gli occhiali scambiolanti                                                  | Occhiali                                | Milo Cotogno, Strega Varana, Cuoco Basilio, Balia Bea                    |                            |
| 12      | 10         | 17 novembre 2004 | Una maestra davvero speciale                                               | Linfa maestra                           | Gnoma Linfa, Gnomo Ronfo, Principessa Odessa, Fata Lina                  |                            |
| 13      | 11         | 18 novembre 2004 | Le metamorfosi dell'orco                                                   | Mutamenti                               | Milo Cotogno, Orco Rubio, Fata Lina, Principe Giglio                     | "Poco a poco"              |
| 14      | Giostra 3  | 19 novembre 2004 | La giostra di Re Quercia: Il Re nero (Seconda stagione)                    |                                         | Re Quercia                                                               |                            |
| 15      | 12         | 22 novembre 2004 | Il cucciolo perduto                                                        | Cuccioli                                | Milo Cotogno, Gnoma Linfa, Gnomo Ronfo, Orco Rubio                       |                            |
| 16      | 13         | 23 novembre 2004 | Un principe di sangue rosso                                                | Sangue                                  | Milo Cotogno, Principessa Odessa, Principe Giglio, Lupo Lucio            |                            |
| 17      | 14         | 24 novembre 2004 | Il principe dei giochi                                                     | Diritto al gioco                        | Gnoma Linfa, Gnomo Ronfo, Principe Giglio, Lupo Lucio                    |                            |
| 18      | 15         | 25 novembre 2004 | L'ospite insaziabile                                                       | Piante carnivore                        | Milo Cotogno, Strega Varana, Balia Bea, Cuoco Basilio                    | "Io mi fido di te"         |
| 19      | Giostra 4  | 26 novembre 2004 | La giostra di Re Quercia: Denti di formaggio (Quarta stagione)             |                                         | Re Quercia                                                               |                            |
| 20      | 16         | 29 novembre 2004 | Via quella coda!                                                           | Razzismo                                | Milo Cotogno, Principessa Odessa, Lupo Lucio, Orco Rubio                 |                            |
| 21      | 17         | 30 novembre 2004 | I tre desideri                                                             | Partenza di Genio Abù Zazà              | Milo Cotogno, Principessa Odessa, Lupo Lucio, Orco Rubio                 | "Un genio per amico"       |
| 22      | 18         | 1 dicembre 2004  | Un re senza corona                                                         | Memoria                                 | Balia Bea, Re Quercia, Strega Varana, Gipo Scribantino                   |                            |
| 23      | 19         | 2 dicembre 2004  | Il riposo del lupo                                                         | Sonno                                   | Milo Cotogno, Lupo Lucio, Gnoma Linfa, Gnomo Ronfo                       |                            |
| 24      | Giostra 5  | 3 dicembre 2004  | La giostra di Re Quercia: Il principe lupo (Quinta stagione)               |                                         | Re Quercia                                                               |                            |
| 25      | 20         | 6 dicembre 2004  | Una scuola per la strega                                                   | Diritto ad imparare                     | Milo Cotogno, Strega Varana, Gnoma Linfa, Gnomo Ronfo                    |                            |
| 26      | 21         | 7 dicembre 2004  | Un lupo di rara bellezza                                                   | Bellezza                                | Milo Cotogno, Principe Giglio, Lupo Lucio, Fata Lina                     | "L'amore è..."             |
| 27      | 22         | 8 dicembre 2004  | A scuola con Linfa                                                         | Scuola                                  | Gnoma Linfa, Gnomo Ronfo, Fata Lina, Orco Rubio                          |                            |
| 28      | 23         | 9 dicembre 2004  | Cuoco Lucio                                                                | Cucina                                  | Milo Cotogno, Cuoco Basilio, Balia Bea, Lupo Lucio                       |                            |
| 29      | Giostra 6  | 10 dicembre 2004 | La giostra di Re Quercia: Voci in compagnia (Terza stagione)               |                                         | Re Quercia                                                               |                            |
| 30      | 24         | 13 dicembre 2004 | Il raggio miraggio                                                         | Miraggi                                 | Milo Cotogno, Strega Varana, Gnoma Linfa, Gnomo Ronfo                    |                            |
| 31      | 25         | 14 dicembre 2004 | Re braccio d'oro                                                           | Non violenza                            | Milo Cotogno, Orco Rubio, Re Quercia, Strega Varana                      | "Ora sei un re"            |
| 32      | 26         | 15 dicembre 2004 | La visita di Orchidea                                                      | Luna                                    | Milo Cotogno, Lupo Lucio, Fata Lina, Orco Rubio                          |                            |
| 33      | 27         | 16 dicembre 2004 | Il rifugio di Ronfo                                                        | Introduzione del rifugio di Ronfo       | Gnoma Linfa, Gnomo Ronfo, Fata Lina, Lupo Lucio                          |                            |
| 34      | Giostra 7  | 17 dicembre 2004 | La giostra di Re Quercia: Bene come il sale (Quarta stagione)              |                                         | Re Quercia                                                               |                            |
| 35      | 28         | 20 dicembre 2004 | Il sentiero della pace                                                     | Permalosità                             | Milo Cotogno, Principessa Odessa, Principe Giglio, Orco Rubio            |                            |
| 36      | 29         | 21 dicembre 2004 | Polvere di drago                                                           | Draghi                                  | Milo Cotogno, Strega Varana, Principessa Odessa, Principe Giglio         |                            |
| 37      | 30         | 22 dicembre 2004 | L'ultima farfalla                                                          | Cambiamento della strega                | Balia Bea, Strega Varana, Cuoco Basilio, Orco Rubio                      |                            |
| 38      | 31         | 23 dicembre 2004 | Una nonna speciale                                                         | Nonni                                   | Milo Cotogno, Lupo Lucio, Gnoma Linfa, Gnomo Ronfo                       | "La canzone dei nonni"     |
| 39      | Giostra 8  | 24 dicembre 2004 | La giostra di Re Quercia: L'orco di Natale (Sesta stagione)                |                                         | Re Quercia                                                               |                            |
| 40      | 32         | 27 dicembre 2004 | La nuvola nera                                                             | Nuvole                                  | Milo Cotogno, Gnoma Linfa, Gnomo Ronfo, Strega Varana                    |                            |
| 41      | 33         | 28 dicembre 2004 | Il bambino del fiume                                                       | Neonati                                 | Milo Cotogno, Fata Lina, Strega Varana, Principe Giglio                  |                            |
| 42      | 34         | 29 dicembre 2004 | La scomparsa dell'alfabeto                                                 | Lettere e parole                        | Gnoma Linfa, Gnomo Ronfo, Re Quercia, Balia Bea                          |                            |
| 43      | 35         | 30 dicembre 2004 | Il ponte del principe                                                      | Avidità                                 | Milo Cotogno, Strega Varana, Fata Lina, Principe Giglio                  | "Voglio, voglio!"          |
| 44      | Giostra 9  | 31 dicembre 2004 | La giostra di Re Quercia: Il filo nero (Sesta stagione)                    |                                         | Re Quercia                                                               |                            |
| 45      | 36         | 3 gennaio 2005   | L'enigma dell'ombra                                                        | Paura                                   | Milo Cotogno, Balia Bea, Gnoma Linfa, Gnomo Ronfo                        |                            |
| 46      | 37         | 4 gennaio 2005   | Un tesoro principesco                                                      | Tesori                                  | Milo Cotogno, Principessa Odessa, Lupo Lucio, Principe Giglio            |                            |
| 47      | 38         | 5 gennaio 2005   | L'aiutante della Befana                                                    | Calze                                   | Gnoma Linfa, Gnomo Ronfo, Orco Rubio, Fata Lina                          |                            |
| 48      | 39         | 6 gennaio 2005   | La promessa del re                                                         | Promesse                                | Milo Cotogno, Strega Varana, Re Quercia, Fata Lina                       | "Ballala la danza"         |
| 49      | Giostra 10 | 7 gennaio 2005   | La giostra di Re Quercia: La storia di Strega Salamandra (Sesta stagione)  |                                         | Re Quercia                                                               |                            |
| 50      | 40         | 10 gennaio 2005  | Poveri piccoli orrori!                                                     | Ribrezzo                                | Milo Cotogno, Strega Varana, Gnoma Linfa, Gnomo Ronfo                    |                            |
| 51      | 41         | 11 gennaio 2005  | Un regno perfetto                                                          | Perfezione                              | Milo Cotogno, Fata Lina, Lupo Lucio, Principessa Odessa                  |                            |
| 52      | Giostra 11 | 14 gennaio 2005  | La giostra di Re Quercia: Una fiaba per Ronfo (Sesta stagione)             |                                         | Re Quercia                                                               |                            |
| 53      | 42         | 17 gennaio 2005  | Il libro scompiglio                                                        | Studio                                  | Milo Cotogno, Principessa Odessa, Strega Varana, Principe Giglio         |                            |
| 54      | 43         | 18 gennaio 2005  | La mappa misteriosa                                                        | Padri e figli                           | Milo Cotogno, Re Quercia, Principessa Odessa, Strega Varana              | "Diventare grandi"         |
| 55      | 44         | 19 gennaio 2005  | Conchiglie di sabbia                                                       | Mercatini                               | Gnoma Linfa, Gnomo Ronfo, Lupo Lucio, Fata Lina                          |                            |
| 56      | 45         | 20 gennaio 2005  | Arriva la posta                                                            | Posta                                   | Balia Bea, Gipo Scribantino, Principessa Odessa, Lupo Lucio              |                            |
| 57      | Giostra 12 | 21 gennaio 2005  | La giostra di Re Quercia: I cugini del principe (Quinta stagione)          |                                         | Re Quercia                                                               |                            |
| 58      | 46         | 24 gennaio 2005  | Il museo di Ronfo                                                          | Dinosauri                               | Milo Cotogno, Lupo Lucio, Gnoma Linfa, Gnomo Ronfo                       |                            |
| 59      | 47         | 25 gennaio 2005  | La voce prigioniera                                                        | Sirene                                  | Milo Cotogno, Fata Lina, Strega Varana, Principe Giglio                  |                            |
| 60      | 48         | 26 gennaio 2005  | Ridarella contagiosa                                                       | Malattie                                | Balia Bea, Principessa Odessa, Strega Varana, Orco Rubio                 | "Le cose belle"            |
| 61      | 49         | 27 gennaio 2005  | L'ingrediente segreto                                                      | Lealtà                                  | Milo Cotogno, Strega Varana, Balia Bea, Cuoco Basilio                    |                            |
| 62      | Giostra 13 | 28 gennaio 2005  | La giostra di Re Quercia: La danza stregata (Quinta stagione)              |                                         | Re Quercia                                                               |                            |
| 63      | Giostra 14 | 31 gennaio 2005  | La giostra di Re Quercia: Il teatro delle fiabe (Quinta stagione)          |                                         | Re Quercia                                                               |                            |
| 64      | Giostra 15 | 1 febbraio 2005  | La giostra di Re Quercia: Appesi a un filo (Quarta stagione)               |                                         | Re Quercia                                                               |                            |
| 65      | Giostra 16 | 2 febbraio 2005  | La giostra di Re Quercia: Ambarabà ci-circo-cò (Seconda stagione)          |                                         | Re Quercia                                                               |                            |
| 66      | Giostra 17 | 3 febbraio 2005  | La giostra di Re Quercia: Su il sipario (Terza stagione)                   |                                         | Re Quercia                                                               |                            |
| 67      | Giostra 18 | 4 febbraio 2005  | La giostra di Re Quercia: Il re delle maschere (Sesta stagione)            |                                         | Re Quercia                                                               |                            |
| 68      | 50         | 7 febbraio 2005  | Il segreto di Pulcinella                                                   | Pizza                                   | Milo Cotogno, Cuoco Basilio, Principe Giglio, Lupo Lucio                 |                            |
| 69      | 51         | 8 febbraio 2005  | La bocca della verità                                                      | Bugie                                   | Milo Cotogno, Principe Giglio, Fata Lina, Lupo Lucio                     |                            |
| 70      | 52         | 9 febbraio 2005  | Coccole e schiaffoni                                                       | Carezze e massaggi                      | Balia Bea, Strega Varana, Gipo Scribantino, Re Quercia                   | "Care carezze"             |
| 71      | 53         | 10 febbraio 2005 | Il richiamo del drago                                                      | Versi degli animali                     | Milo Cotogno, Lupo Lucio, Gnoma Linfa, Gnomo Ronfo                       |                            |
| 72      | Giostra 19 | 11 febbraio 2005 | La giostra di Re Quercia: Un lupo a sorpresa (Quinta stagione)             |                                         | Re Quercia                                                               |                            |
| 73      | 54         | 14 febbraio 2005 | Proibito curiosare                                                         | Curiosità                               | Milo Cotogno, Gnoma Linfa, Gnomo Ronfo, Fata Lina                        |                            |
| 74      | 55         | 15 febbraio 2005 | Una fata da fiaba                                                          | Ruoli                                   | Milo Cotogno, Fata Lina, Balia Bea, Principessa Odessa                   |                            |
| 75      | 56         | 17 febbraio 2005 | Le meraviglie della carta                                                  | Carta                                   | Milo Cotogno, Orco Rubio, Fata Lina, Gnoma Linfa                         | "Con la carta si può!"     |
| 76      | Giostra 20 | 18 febbraio 2005 | La giostra di Re Quercia: Al posto della principessa (Quinta stagione)     |                                         | Re Quercia                                                               |                            |
| 77      | 57         | 21 febbraio 2005 | L'albero delle voci                                                        | Coraggio                                | Milo Cotogno, Lupo Lucio, Gnoma Linfa, Principe Giglio                   |                            |
| 78      | 58         | 22 febbraio 2005 | Nobildonna per un giorno                                                   | Lavoro                                  | Milo Cotogno, Orco Rubio, Lupo Lucio, Balia Bea                          |                            |
| 79      | 59         | 23 febbraio 2005 | La storia del terribile Sciupafiabe                                        | Sciupafiabe                             | Gnoma Linfa, Gnomo Ronfo, Principessa Odessa, Fata Lina                  | "Sciupafiabe!"             |
| 80      | 60         | 24 febbraio 2005 | Il coccodrillo è servito                                                   | Coccodrilli                             | Milo Cotogno, Cuoco Basilio, Principessa Odessa, Lupo Lucio              |                            |
| 81      | Giostra 21 | 25 febbraio 2005 | La giostra di Re Quercia: L'eroe cacciamostri (Quarta stagione)            |                                         | Re Quercia                                                               |                            |
| 82      | 61         | 28 febbraio 2005 | La mela di Milo                                                            | Rivalità                                | Milo Cotogno, Principessa Odessa, Strega Varana, Fata Lina               |                            |
| 83      | 62         | 1 marzo 2005     | Il più buono                                                               | Generosità                              | Milo Cotogno, Principe Giglio, Lupo Lucio, Principessa Odessa            |                            |
| 84      | 63         | 2 marzo 2005     | Tavolino apparecchiati                                                     | Preservanza                             | Balia Bea, Cuoco Basilio, Strega Varana, Orco Rubio                      |                            |
| 85      | 64         | 3 marzo 2005     | Troppa magia!                                                              | Filtri magici                           | Gnoma Linfa, Strega Varana, Orco Rubio, Re Quercia                       | "Ce l'hanno con me"        |
| 86      | Giostra 22 | 4 marzo 2005     | La giostra di Re Quercia: Una medicina davvero fatata (Sesta stagione)     |                                         | Re Quercia                                                               |                            |
| 87      | 65         | 7 marzo 2005     | Il principe e la bestia                                                    | Amore                                   | Milo Cotogno, Principessa Odessa, Principe Giglio, Strega Varana         |                            |
| 88      | 66         | 8 marzo 2005     | Le scarpette del lupo                                                      | Scarpe                                  | Milo Cotogno, Principe Giglio, Lupo Lucio, Gnoma Linfa                   | "Scarpe di fiaba"          |
| 89      | 67         | 9 marzo 2005     | Il ritorno di Vermio                                                       | Ritorno di Vermio                       | Gnoma Linfa, Gnomo Ronfo, Vermio Malgozzo, Lupo Lucio                    |                            |
| 90      | 68         | 10 marzo 2005    | L'orologio frettoloso                                                      | Orologi                                 | Milo Cotogno, Strega Varana, Gnoma Linfa, Balia Bea                      |                            |
| 91      | Giostra 23 | 11 marzo 2005    | La giostra di Re Quercia: Il segreto di Fata Lina (Quinta stagione)        |                                         | Re Quercia                                                               |                            |
| 92      | 69         | 14 marzo 2005    | Lo gnomo migliore                                                          | Gelosia tra fratelli                    | Milo Cotogno, Gnoma Linfa, Gnomo Ronfo, Balia Bea                        |                            |
| 93      | 70         | 15 marzo 2005    | Cacciatori cacciati                                                        | Catena alimentare                       | Milo Cotogno, Principessa Odessa, Principe Giglio, Lupo Lucio            | "Pane, sole e mondo"       |
| 94      | 71         | 16 marzo 2005    | L'amico carvenicolo                                                        | Cavernicoli                             | Gnoma Linfa, Gnomo Ronfo, Orco Rubio, Fata Lina                          |                            |
| 95      | 72         | 17 marzo 2005    | L'uovo della pace                                                          | Giustizia e pace                        | Milo Cotogno, Lupo Lucio, Re Quercia, Fata Lina                          |                            |
| 96      | Giostra 24 | 18 marzo 2005    | La giostra di Re Quercia: Gipo Smemorandus (Sesta stagione)                |                                         | Re Quercia                                                               |                            |
| 97      | 73         | 21 marzo 2005    | Il torneo dei giganti                                                      | Antenati                                | Milo Cotogno, Gnoma Linfa, Gnomo Ronfo, Orco Rubio                       |                            |
| 98      | 74         | 22 marzo 2005    | Il lupo della lampada                                                      | Lampada di Aladino                      | Milo Cotogno, Lupo Lucio, Strega Varana, Orco Rubio                      |                            |
| 99      | 75         | 23 marzo 2005    | La bella insonne nel bosco                                                 | Insonnia                                | Balia Bea, Principessa Odessa, Principe Giglio, Fata Lina                |                            |
| 100     | 76         | 24 marzo 2005    | Il mago della zucca                                                        | Orto                                    | Milo Cotogno, Gnoma Linfa, Gnomo Ronfo, Lupo Lucio                       | "Piante di fiaba"          |
| 101     | Giostra 25 | 25 marzo 2005    | La giostra di Re Quercia: Una città da strega (Quinta stagione)            |                                         | Re Quercia                                                               |                            |
| 102     | 77         | 28 marzo 2005    | L'animale sapiente                                                         | Animali                                 | Milo Cotogno, Re Quercia, Fata Lina, Lupo Lucio                          |                            |
| 103     | 78         | 29 marzo 2005    | La principessa rana                                                        | Rane                                    | Milo Cotogno, Principe Giglio, Fata Lina, Lupo Lucio                     |                            |
| 104     | 79         | 30 marzo 2005    | Il tesoro di Balia Bea                                                     | Ricordi d'infanzia                      | Gnoma Linfa, Gnomo Ronfo, Balia Bea, Vermio Malgozzo, Strega Varana      |                            |
| 105     | 80         | 31 marzo 2005    | Che vincano i migliori!                                                    | Calcio                                  | Milo Cotogno, Lupo Lucio, Orco Rubio, Principe Giglio                    | "Che vincano i migliori"   |
| 106     | Giostra 26 | 1 aprile 2005    | La giostra di Re Quercia: L'Orcacchiotto (Sesta stagione)                  |                                         | Re Quercia                                                               |                            |
| 107     | 81         | 5 aprile 2005    | Una magica bevanda                                                         | Cioccolata                              | Milo Cotogno, Strega Varana, Principessa Odessa, Cuoco Basilio           |                            |
| 108     | 82         | 6 aprile 2005    | L'aiuto del lupo                                                           | Solidarietà                             | Gnoma Linfa, Gnomo Ronfo, Lupo Lucio, Fata Lina                          |                            |
| 109     | 83         | 7 aprile 2005    | Il teatrone dei burattoni                                                  | Burattini                               | Milo Cotogno, Principessa Odessa, Lupo Lucio, Orco Rubio                 | "Marionetta"               |
| 110     | Giostra 27 | 8 aprile 2005    | La giostra di Re Quercia: Il famelico cestino (Quinta stagione)            |                                         | Re Quercia                                                               |                            |
| 111     | 84         | 11 aprile 2005   | La bambolina strega                                                        | Giocattoli                              | Milo Cotogno, Principessa Odessa, Orco Rubio, Principe Giglio            |                            |
| 112     | 85         | 12 aprile 2005   | Il fantasma di Cuoco Pentolone                                             | Dispetti                                | Milo Cotogno, Cuoco Basilio, Fata Lina, Balia Bea                        | "Mille mani amiche"        |
| 113     | 86         | 13 aprile 2005   | Principi e cammelli                                                        | Cammelli                                | Milo Cotogno, Fata Lina, Gnomo Ronfo, Principe Giglio                    |                            |
| 114     | 87         | 14 aprile 2005   | L'eroe mascherato                                                          | Eroi mascherati                         | Milo Cotogno, Vermio Malgozzo, Lupo Lucio, Gnoma Linfa, Gnomo Ronfo      |                            |
| 115     | Giostra 28 | 15 aprile 2005   | La giostra di Re Quercia: Vento di bugia (Sesta stagione)                  |                                         | Re Quercia                                                               |                            |
| 116     | 88         | 18 aprile 2005   | Mal di drago                                                               | Denti                                   | Milo Cotogno, Re Quercia, Gnoma Linfa, Balia Bea                         |                            |
| 117     | 89         | 19 aprile 2005   | Non si rifiuta niente                                                      | Rifiuti                                 | Milo Cotogno, Principe Giglio, Orco Rubio, Fata Lina                     | "Canzone del riciclaggio"  |
| 118     | 90         | 20 aprile 2005   | L'anello della regina                                                      | Anelli                                  | Milo Cotogno, Re Quercia, Balia Bea, Strega Varana                       |                            |
| 119     | 91         | 21 aprile 2005   | La scopa ribelle                                                           | Pulizie domestiche                      | Gnoma Linfa, Gnomo Ronfo, Principessa Odessa, Strega Varana              |                            |
| 120     | Giostra 29 | 22 aprile 2005   | La giostra di Re Quercia: Libro delle mie brame (Quinta stagione)          |                                         | Re Quercia                                                               |                            |
| 121     | 92         | 25 aprile 2005   | Un ritratto per Odessa                                                     | Ritratti                                | Milo Cotogno, Principessa Odessa, Principe Giglio, Lupo Lucio            |                            |
| 122     | 93         | 26 aprile 2005   | Una fiaba tutta nuova                                                      | Pane                                    | Balia Bea, Gnoma Linfa, Gnomo Ronfo, Orco Rubio, Fata Lina               |                            |
| 123     | 94         | 28 aprile 2005   | Il bibitiere di Sua Maestà                                                 | Marchi di qualità                       | Milo Cotogno, Re Quercia, Strega Varana, Orco Rubio                      | "Strega!"                  |
| 124     | Giostra 30 | 29 aprile 2005   | La giostra di Re Quercia: Lana di lupo (Sesta stagione)                    |                                         | Re Quercia                                                               |                            |
| 125     | 95         | 2 maggio 2005    | Lo scudiero del principe                                                   | Fiducia                                 | Gnoma Linfa, Gnomo Ronfo, Balia Bea, Principessa Odessa, Principe Giglio |                            |
| 126     | 96         | 3 maggio 2005    | Il tesoro della mummia                                                     | Racconti di paura                       | Milo Cotogno, Fata Lina, Gnomo Ronfo, Lupo Lucio                         | "Quanto è bella la paura"  |
| 127     | 97         | 4 maggio 2005    | Tracce di fantasma                                                         | Impronte                                | Milo Cotogno, Orco Rubio, Lupo Lucio, Principessa Odessa                 |                            |
| 128     | 98         | 5 maggio 2005    | Le ragioni degli altri                                                     | Vento Baruffo                           | Milo Cotogno, Lupo Lucio, Gnoma Linfa, Gnomo Ronfo                       |                            |
| 129     | Giostra 31 | 6 maggio 2005    | La giostra di Re Quercia: Senza femmine e senza maschi (Quinta stagione)   |                                         | Re Quercia                                                               |                            |
| 130     | 99         | 30 maggio 2005   | La stella bambina                                                          | Stella                                  | Milo Cotogno, Vermio Malgozzo, Gnoma Linfa, Gnomo Ronfo, Balia Bea       |                            |
| 131     | 100        | 31 maggio 2005   | Un principe imbattibile                                                    | Forza                                   | Milo Cotogno, Principe Giglio, Lupo Lucio, Orco Rubio                    | "Un principe davanti a te" |
| 132     | 101        | 1 giugno 2005    | Sinfonia in cucina                                                         | Cibi del mondo                          | Milo Cotogno, Cuoco Basilio, Principe Giglio, Strega Varana              |                            |
| 133     | 102        | 2 giugno 2005    | Il segreto di Re Cedro                                                     | Potere                                  | Gnoma Linfa, Gnomo Ronfo, Strega Varana, Principessa Odessa, Lupo Lucio  |                            |
| 134     | Giostra 32 | 3 giugno 2005    | La giostra di Re Quercia: Il Saltabosco (Quinta stagione)                  |                                         | Re Quercia                                                               |                            |
| 135     | 103        | 6 giugno 2005    | Un pesciolino per il lupo                                                  | Pesci                                   | Milo Cotogno, Lupo Lucio, Fata Lina, Gnoma Linfa, Gnomo Ronfo            |                            |
| 136     | 104        | 7 giugno 2005    | Il genio della pentola                                                     | Futuro                                  | Gnoma Linfa, Gnomo Ronfo, Principe Giglio, Balia Bea, Vermio Malgozzo    |                            |
| 137     | 105        | 8 giugno 2005    | Mai gridare "al lupo!"                                                     | Pregiudizi                              | Milo Cotogno, Lupo Lucio, Gnomo Ronfo, Cuoco Basilio                     |                            |
| 138     | 106        | 9 giugno 2005    | Sogni di lupi e di gnomi                                                   | Sogni                                   | Milo Cotogno, Gnoma Linfa, Gnomo Ronfo, Lupo Lucio                       | "Letto volante"            |
| 139     | Giostra 33 | 10 giugno 2005   | La giostra di Re Quercia: Chi ha mangiato la principessa? (Sesta stagione) |                                         | Re Quercia                                                               |                            |
| 140     | 107        | 13 giugno 2005   | Un orco da premiare                                                        | Pavoni                                  | Milo Cotogno, Orco Rubio, Strega Varana, Gnoma Linfa, Gnomo Ronfo        |                            |
| 141     | 108        | 14 giugno 2005   | Lacrime di strega                                                          | Altruismo                               | Milo Cotogno, Strega Varana, Fata Lina, Principessa Odessa               |                            |
| 142     | 109        | 15 giugno 2005   | Una vacanza per tutti                                                      | Vacanze                                 | Milo Cotogno, Gnoma Linfa, Gnomo Ronfo, Lupo Lucio, Orco Rubio           |                            |
| 143     | 110        | 16 giugno 2005   | Frutta magica!                                                             | Frutta Ultima puntata prima dell'estate | Milo Cotogno, Fata Lina, Cuoco Basilio, Strega Varana, Gnomo Ronfo       | "Frutta magica"            |
| 144     | Giostra 34 | 17 giugno 2005   | La giostra di Re Quercia: Il re stregato (Sesta stagione)                  |                                         | Re Quercia                                                               |                            |